# José Besprosvany
José Besprosvany est chorégraphe, metteur en scène, producteur et professeur. Né au Mexique, il est d'origine russe et juive. Il vit et travaille à Bruxelles depuis 1980.

## Biographie
Il est né en 1959 au Mexique, et est mexicain de deuxième génération, ses grands-parents juifs russes ayant émigré dans son pays natal dans les années 1920. En 1978, il quitte le Mexique pour étudier en France et trouver de meilleures opportunités pour son développement dans les arts de scène. Plus tard, il s’est établi en Belgique où il habite depuis plus de quarante ans. Il fait partie des rénovateurs de la danse contemporaine belge-francophone depuis le début des années 80 avec notamment la Cie Mossoux-Bonté, Pierre Droulers, Michèle Noiret ou encore Michèle Anne De Mey.
Il suit des cours de théâtre (mime, mouvement, jeu d’acteur, masque) à l’École Jacques Lecoq (Paris). Durant sa formation à l’École Mudra (Bruxelles), fondée par Maurice Béjart, José Besprosvany rencontre le musicien et pédagogue Fernand Schirren. Celui-ci lui apprend l’importance de la respiration et de la pulsation du cœur à la base de chaque geste exécuté, de chaque mot prononcé, leur rencontre sur et dans le corps et leur temporisation, donnant naissance au rythme. Ensuite, durant deux ans, il fait partie du Ballet du XXe siècle de Maurice Béjart.
En 1986, il fonde sa propre compagnie, toujours à la recherche d’autres modes d’expression. José Besprosvany compte à son répertoire des œuvres aussi fortes que différentes. Ses premières créations, de style minimaliste, sont suivies d'une série de productions qui interrogent les rapports entre langages contemporain et classique. Après cela, José a exploré les relations entre le récit et la danse.
À la fin des années 1990, José Besprosvany réexamine son travail, qu'il juge trop conformiste et trop en accord aux formes officielles de l'art contemporain, et commence à aborder les arts de la scène sous un angle différent, qu'il continue de développer jusqu'à ce jour, révélant un intérêt marqué pour les arts du spectacle non occidentaux, avec un gros plan sur la relation entre le Nord et le Sud. Ces dernières années, son travail a fréquemment incorporé des marionnettes. Le travail de Besprosvany montre également un intérêt pour les versions mises à jour des textes classiques, affirmant que ses thèmes sont toujours d'actualité aujourd'hui, et il a réalisé plusieurs versions de la tragédie de Prométhée ; ses Œdipe et Antigone incluent des références aux problèmes sociaux actuels.
Parallèlement à sa passion pour la danse, José Besprosvany s'intéresse à la mise en scène théâtrale et au cinéma.
Parmi ses nombreux prix et distinctions, on peut citer Il Coreografo Electronico (Italie) et le Bert Leysen Prijs (Belgique) ainsi que l’attention du jury du Danscreen (Allemagne) pour la vidéo-danse Andrès (1993), le prix du meilleur spectacle de l’année en Communauté française de Belgique pour La Princesse de Babylone (2004) ; les prix du public et des nouvelles formes au Festival Rainbow (Russie) pour À propos de Butterfly (2007).

## Œuvres scéniques
- 1984 : Momentum (avec Emmanuelle Huynh), à Bruxelles
- 1986 : Evento, à Anvers
- 1988 : Tempéraments (avec Emmanuelle Huynh), à Louvain
- 1989 : Von heute auf morgen, à Amsterdam
- 1990 : Apollon, la nuit, à l'Atelier Sainte-Anne — Cabo de Buena Esperanza, pour le Ballet royal de Wallonie
- 1992 : Dido and Æneas, pour La Monnaie — Medeamaterial, pour La Monnaie — Retours, à l'Atelier Sainte-Anne
- 1993 : Cuarteto, à l'Atelier Sainte-Anne — Ixtazihuatl, à Charleroi
- 1994 : Prométhée, à l'Atelier Sainte-Anne
- 1995 : Hombre alado, à Namur
- 1996 : Elles
- 1996 : Lara
- 1996 : Les Indifférents
- 1997 : L'invisible [1]
- 1999 : Dos y dos
- 1999 : Belle à mourir
- 2002 : Triptico
- 2003 : La Princesse de Babylone
- 2004 : À propos de Butterfly
- 2006 : 9
- 2007 : La Belle au bois de Dandaka
- 2009 : Inventions
- 2010 : Prométhée enchaîné
- 2011 : Dobles
- 2013 : Œdipe
- 2015 : Espejo
- 2017 : Antigone
- 2019 : Petrouchka / L'Oiseau de Feu

## Cinématographie
Besprosvany a réalisé les œuvres cinématographiques suivantes, qui ont été présentées lors de festivals internationaux :
- 1992 : Andrès
- 2004 : Le Dessin